# L'Orfeo
L'Orfeo (L'Orfeo, favola in musica) és una de les primeres obres reconegudes com a una òpera, composta per Claudio Monteverdi amb text d'Alessandro Striggio pel carnaval anual de Màntua. S'estrenava a l'Accademia de l'Invaghiti a Màntua el febrer de 1607 i el 24 de febrer del mateix any al Teatre de la Cort també a Màntua, i posteriorment a Venècia el 1609. L'òpera veia el seu debut modern el 1904 en una versió de concert a París.
Monteverdi, que tenia 40 anys, era un gran expert en la composició de madrigals, molt proper als artistes florentins de la Camerata florentina i encara no s'havia detingut en la composició d'obres per a aquest naixent gènere escènic.
Després d'haver assistit a Florència a la representació d'Eurídice de Jacopo Peri, Vincenzo Gonzaga, Duc de Màntua, va sol·licitar a Monteverdi que posés música al mateix tema, basat en la faula d'Orfeo, l'antic mite recollit i reconstruït per Angelo Poliziano, cent anys abans.
El llibret va ser elaborat per Alessandro Striggio, permetent al compositor traçar tota una gamma d'intensitats dramàtiques. Monteverdi va entreteixir en la rica varietat de l'acompanyament orquestral formes musicals antigues i noves i va aconseguir una síntesi estilística, resum de tot el millor de la música profana vocal de la seva època.
Al contrari dels cameristas florentins, que per no cobrir les paraules, havien reduït al mínim l'acompanyament instrumental, Monteverdi se serveix d'una agrupació que per la quantitat d'instruments i la varietat dels seus timbres, planteja una revolucionària sonoritat, encara que la utilitzi en tota la seva magnitud només en pocs passatges.
En el plànol estrictament vocal les nombroses intervencions d'Orfeo anuncien ja les «àries de bravura» de l'òpera barroca italiana, amb florits ornaments, així com els cors que plasmen els trets excel·lents del madrigal de l'època en parlaments breus i concisos.

## Argument
La primera part de l'òpera està plena d'alegres cors i balls, amb els apassionats soli del protagonista. Se celebren les esposalles d'Orfeo amb Eurídice, que ha conquerit el seu amor amb la dolçor de la seva música. Però, enmig de tanta alegria, un esdeveniment imprevisible introdueix el dolor: la núvia ha mort per efecte del verí d'una serp. Orfeo no dubta: anirà al regne dels morts per convèncer Plutó que li torni la vida a Eurídice. L'Esperança acompanya el protagonista fins a les mateixes portes de l'infern, on es llegeix la inscripció: Deixeu tota esperança els que entreu. Orfeo avança, i adorm amb el seu amanyac Caront, el guardià de l'infern; aconsegueix després commoure Plutó, que li permet recuperar a la seva esposa, posant com a condició que no es torni a mirar el rostre d'Eurídice fins que sigui de nou en el regne dels vius.
Orfeo dubta, de sobte, de si la seva esposa vindrà amb ell; es dona la volta, per arribar només a veure-la desaparèixer de nou en el regne dels morts. Davant de la debilitat de l'home, davant del seu pecat, queda la solitud. Orfeo torna al món, sense la seva estimada, i el món, representat pel Cor dels esperits de l'infern, li recrimina: el que va vèncer a l'infern ha estat vençut per les seves passions; només aquell que es venci a si mateix mereix la glòria eterna. El mite grec acaba aquí: Orfeo, sol en un desert paratge de Tràcia, és destruït per unes geloses Bacants. L'heroi ha mort, i amb ell tot l'humà que representava: bellesa, noblesa, lliurament, amor.
Monteverdi introdueix la veritable glòria de l'humà en tot el seu dramatisme al final de l'òpera. Quan Orfeo està a punt d'abandonar-se a la desesperació, el cel s'obre, i d'ell descendeix Apol·lo: Déu ve a salvar l'home. L'última escena de l'òpera és un diàleg commovedor entre Apol·lo, Déu, i Orfeo, l'home, en el qual el recrimina no per la seva debilitat, sinó que li recorda quina és la veritable condició de la seva humanitat: Escolta'm, i tindràs alegria i vida.

## Instrumentació

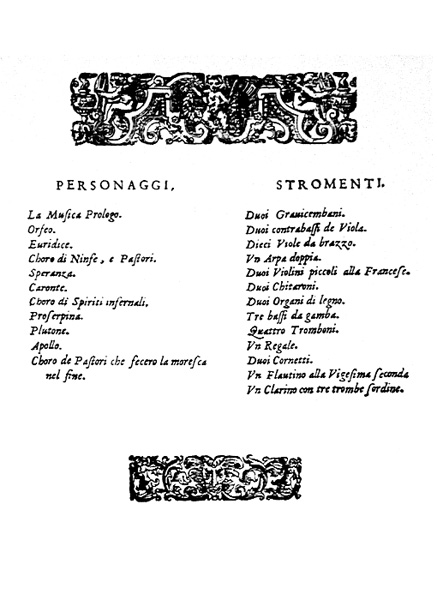

Per a realitzar l'anàlisi, la investigadora Jane Gloverha dividit la llista d'instruments de monveverdi en tres grans grups: cordes, vent metall i baix continu, amb alguns altres instruments que no són fàcilment classificables. El grup de cordes està format per deu membres de la família del violí (viole da brazzo), dos contrabaixos (contrabassi de viola), i dos violins petits (violini piccoli alla francese). Les violes d'arc es troben en dos conjunts de cinc instruments, cadascun comprèn dos violins, dues violes i un violoncel. El grup de vent metall està format per quatre o cinc trombons (sacabutxos), tres trompetes i dues cornetes o cornettos. El baix continu inclou dos clavicèmbals (duoi gravicembani), arpa doble (arpa doppia), dos o tres chitarrones, dos orgues (organi di legno), tres baixos (viola d'arc), i orgue de regalia o orgue petit. Fora d'aquestes tres agrupacions hi ha dues flautes (flautini alla vigesima secunda), i possiblement un o més cistres —no esmentat per Monteverdi, però inclòs a la relació d'instruments del final de l'Acte 4.
Instrumentalment els dos mons representats en l'òpera són retratats de manera distintiva. El món camperol deTràcia està representant per les cordes, clavicèmbals, arpa, orgues, flautes de bec i chitarrones. La resta d'instruments, sobretot de broquet, s'associen a l'inframón, tot i que no hi ha una distinció absoluta; les cordes apareixen diverses vegades a les escenes de d'Hades. Dins d'aquest ordre general, els instruments o combinacions específiques s'utilitzen per acompanyar a alguns dels personatges principals —Orfeu per l'arpa i l'orgue, els pastors pel clavicèmbal i el chitarrone, l'inframón dels déus pels trombons i la regalia. Totes aquestes distincions musicals i caracteritzacions estaven en concordança amb les antigues tradicions de les orquestres del Renaixement, dels quals el gran conjunt de L'Orfeo és típic.
Monteverdi dona instruccions als seus músics generalment per tocar la peça de la manera més senzilla i correcta possible, sense passatges adornats ni massa ràpids. Es recomana a aquells instruments que interpreten amb ornamentació, com ara les cordes o les flautes, que ho facin “amb molta noblesa, molta invenció i varietat”, però se’ls adverteix contra l'exageració d'aquesta ornamentació, de manera que “no se senti més que caos i confusió, ofensius per a l'orient". Ja que en cap moment sonen tots els instruments alhora, el nombre de músics necessaris és menor que el nombre d'instruments. Harnoncourt indica que en l'època de Monteverdi el nombre de músics i cantants junts, i les sales petites on es van dur a terme les actuacions, sovint indicava que el públic era només una mica major que el nombre d'intèrprets.